# Natalie Hall

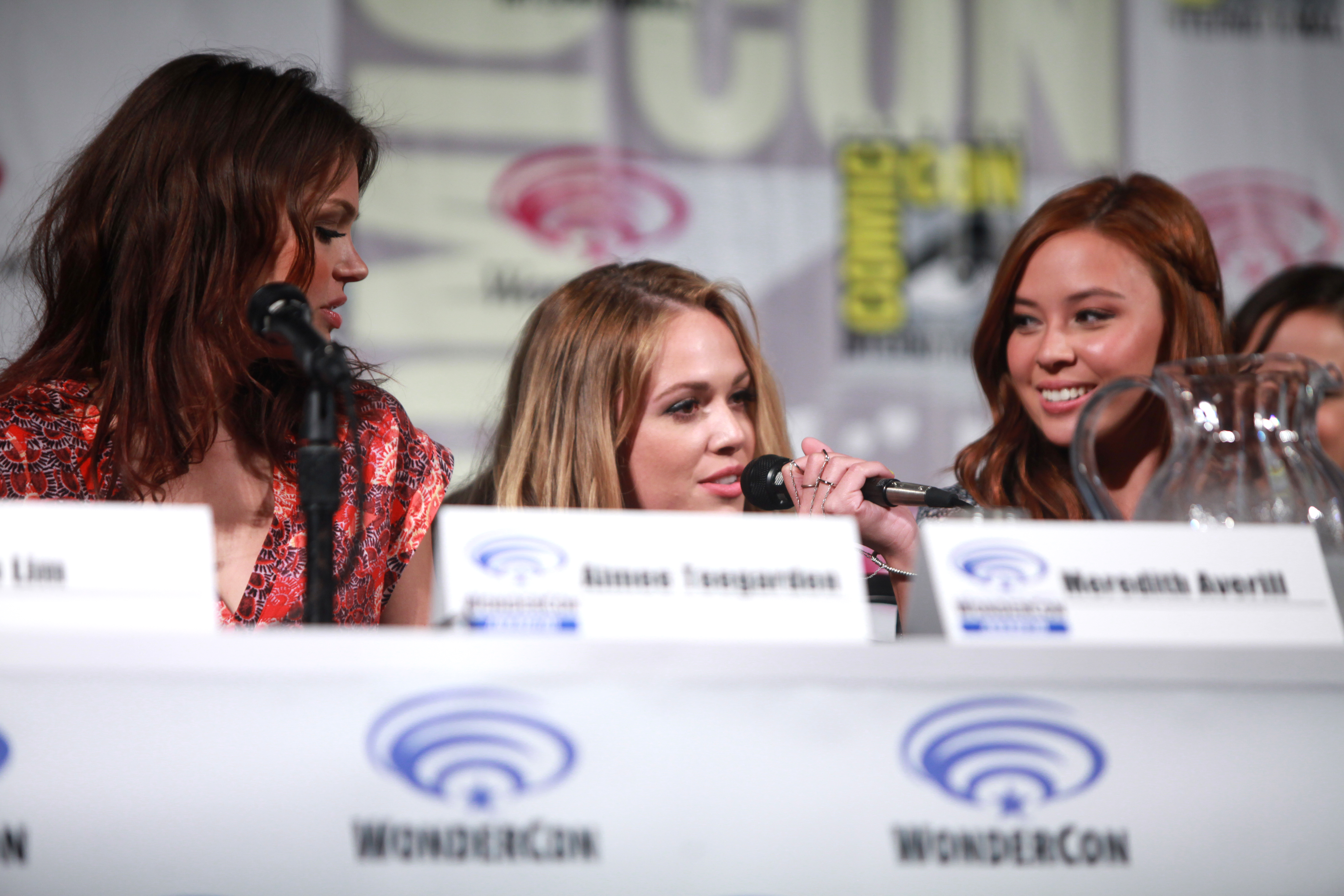
Aimee Teegarden, Natalie Hall und Malese Jow auf der WonderCon 2014

Natalie Melinda Hall (* 25. Januar 1990 in Vancouver, British Columbia) ist eine kanadische Schauspielerin.

## Leben
Natalie Melinda Hall wurde im Januar 1990 in Vancouver, British Columbia, geboren.
Hall gab ihr Schauspieldebüt 2004 in dem Spielfilm Have You Heard? Secret Central. Danach folgten Gastauftritte in Law & Order: Special Victims Unit und Good Wife. Bekannt wurde sie 2009 durch die Rolle der Colby Chandler in der amerikanischen Soap All My Children. Nach ihrem Ausstieg aus der Soap im Jahr 2011 hatte sie eine Nebenrolle als Kate Randall in der zweiten Staffel von Pretty Little Liars. Nebenbei war sie in einigen Fernsehproduktionen zu sehen, darunter Gastauftritte in CSI: Vegas und dem Fernsehfilm Liebe trotzt dem Sturm.
Im Mai 2013 erhielt sie eine Hauptrolle als Taylor in der The-CW-Science-Fiction-Fernsehserie Star-Crossed, die ab Februar 2014 auf dem Sender ausgestrahlt wurde.

## Filmografie (Auswahl)
- 2004: Have You Heard? Secret Central
- 2008: Law & Order: Special Victims Unit (Fernsehserie, Episode 9x11)
- 2009: Good Wife (The Good Wife, Fernsehserie, Episode 1x02)
- 2009–2011: All My Children (Soap)
- 2010: Rising Stars
- 2011: Liebe trotzt dem Sturm (Love's Christmas Journey, Fernsehfilm)
- 2011–2012: Pretty Little Liars (Fernsehserie, 5 Episoden)
- 2012: Wer ist mein Mann? (The Seven Year Hitch)
- 2013: CSI: Vegas (CSI: Crime Scene Investigation, Fernsehserie, Episode 13x16)
- 2013: Drop Dead Diva (Fernsehserie, 3 Episoden)
- 2013: Party Invaders
- 2014: S.W.A.T. (Fernsehserie, Episode 1x14)
- 2014: True Blood (Fernsehserie, Episoden 7x05–7x07)
- 2014: Star-Crossed (Fernsehserie, 11 Episoden)
- 2015: #Lucky Number
- 2016: The Curse of Sleeping Beauty – Dornröschens Fluch (The Curse of Sleeping Beauty)
- 2016: Summer of 8
- 2016: Loserville
- 2017: No Way Out – Gegen die Flammen (Only the Brave)
- 2017: NCIS: New Orleans (Fernsehserie, Episode 4x06)
- 2017: Shades of Blue (Fernsehserie, 3 Episoden)
- 2018: UnREAL (Fernsehserie, 8 Episoden)
- 2018–2019: Charmed (Fernsehserie, 11 Episoden)
- 2019: Die Winterprinzessin – Eine Liebe im Schnee (A Winter Princess, Fernsehfilm)
- 2019: Into the Dark (Fernsehserie, Episode 2x03)
- 2020: Sincerely, Yours, Truly (Fernsehfilm)
- 2020: You’re Bacon Me Crazy (Fernsehfilm)
- 2020: Midnight at the Magnolia
- 2020: A Very Charming Christmas Town (Fernsehfilm)
- 2021: Bereit für einen Prinzen (Fit for a Prince, Fernsehfilm)
- 2022: Stalked by a Prince (Fernsehfilm)
- 2022: Road Trip Romance
- 2022: Fly Away with Me (Fernsehfilm)
- 2022: Noel Next Door (Fernsehfilm)
- 2024: Unwrapping Christmas – Tina's Miracle (Fernsehfilm)
- 2024: Unwrapping Christmas – Mia's Prince (Fernsehfilm)
- 2024: Unwrapping Christmas –  Lily's Destiny (Fernsehfilm)
- 2024: Unwrapping Christmas – Olivia's Reunion (Fernsehfilm)
- 2024: Lucha – Despierta tu naturaleza (Fernsehserie, 10 Episoden)